# Francisco Solano Antuña
Francisco Solano Antuña (* 1793 in Montevideo; † 5. Oktober 1858) war ein uruguayischer Politiker.
Antuña nahm bereits 14-jährig im Jahr 1807 an der Verteidigung Montevideos gegen die britischen Truppen teil. Dabei brach ihm eine Kugel das Bein. 1814 war er Kostenbeamter in der Verwaltung, für das Folgejahr wird von einer Tätigkeit als Finanzbeamter berichtet. Antuña wirkte sodann als Sekretär im Cabildo. In dieser Funktion unterzeichnete er eine 1819 mit dem Barón de la Laguna getroffene Vereinbarung hinsichtlich der Ziehung neuer Grenzlinien. Bei der in Canelones erscheinenden Zeitung El Eco Oriental arbeitete er 1827 als Redakteur. Von 1829 bis 1833 war er Oficial Mayor im Finanzministerium. Antuña gehörte als Repräsentant des Departamento Montevideo der Asamblea Constituyente y Legislativa del Estado Oriental (1828–1830), der ersten verfassungsgebenden Versammlung Uruguays an. 1834 schloss er ein rechtswissenschaftliches Studium an der Universidad de Buenos Aires ab. Von 1836 bis 1838 übte er eine Tätigkeit als Staatsanwalt aus. 1852 war er gewähltes Gerichtsmitglied (Tribunal de Justicia). In der 6. Legislaturperiode nahm er vom 6. Februar 1852 bis zum 15. Juli 1853 ein Senatorenamt für das Departamento San José wahr. 1852 war er Zweiter Vizepräsident, im Folgejahr Erster Vizepräsident der Cámara de Senadores. Im Jahr 1853 hatte er zudem die Senatspräsidentschaft inne. Er war Regierungsminister unter dem provisorischen Gouverneur (Gobernador provisorio) von Montevideo Luis Lamas.
Antuña war dem Lager der Blancos zugehörig. Im montevideanischen Barrio Punta Carretas ist eine Straße nach ihm benannt.